# Леон Сюссе
Леон Сюссе (фр. Léon Susse, 21 вересня 1844 — 16 лютого 1910) — французький яхтсмен.
Срібний призер Олімпійських Ігор 1900 (1-й заплив у класі 2—3 тонни), 1900 (2-й заплив у класі 2—3 тонни) років.